# Свиная (река)
Свина́я (укр. Свина, также известна как Свинна́я) — малая река на Украине, в пределах Раздельнянского района Одесской области. Впадает в Палиевский залив Хаджибейского лимана, относится к бассейну рек Причерноморья.
Является притоком первого порядка для Хаджибейского лимана.

## Описание
Длина по разным оценкам от 41 до 50 км. Площадь водосборного бассейна — 871 км². Долина сравнительно узкая, глубокая, порезанная балками и оврагами; её правые склоны выше и круче левых. Русло извилистое (особенно в среднем течении), питается преимущественно за счёт осадков, летом пересыхает. Уклон реки — 1,7 м/км. Сток реки практически полностью задерживается искусственными водоёмами. Их на реке 9, самый большой — Егоровский ставок (полный объём — 3160000 м³, площадь поверхности воды — 2337000 м², средняя глубина — 1,35 м).
Вдоль береговой полосы расположены 7 населённых пунктов: Бецилово, Староконстантиновка, Новоукраинка, Новодмитровка, Карпово, Бриновка, Егоровка.
Количество осадков в этом районе в период с 1989 по 2008 год сократилось на 6 %, что негативно сказалось на речном стоке реки, который за этот период сократился на 30 %.

## Расположение
Река находится в междуречье рек Днестр и Тилигул. Свиная берёт начало около села Першотравнёвое. Течёт преимущественно на юго-восток. Впадает в Хаджибейский лиман южнее села Егоровки.
Основной приток: балка Карпов Яр (правый) 11 км и Свинарка (или Большая Свиная) (левый) 17 км. Согласно гидрологическому районированию река относится к Нижнебугско-Днепровской области зоны недостаточной водности, а по гидрогеологическому — к Причерноморскому артезианскому бассейну.

## Химический состав и экологическое положение
Согласно проведённым исследованиям воды реки Свиная в период 80-90 годы XX века и в 2011—2012 годы по критерию минерализации были солоноватые, α-мезогалинные, по ионному составу сульфатные, группы натрия, II типа.
В 1992 году воды реки по степени чистоты классифицировались как очень грязные, а в период 2011—2012 годов — умеренно загрязнённые. По критерию загрязнения компонентами солевого состава и по трофосапробиологичным (эколого-санитарным) критериям водя относятся к V классу 7 категории, то есть, гипертрофные полисапробные воды. Вода не пригодна для использования.
По критериям содержания специфических веществ токсического действия — к I классу 1 категории. Смерть отсутствует или менее 10 % в течение 48 часового испытания. Водоемы реки не годятся для использования в рыбохозяйственных целях из-за концентрации цинка, меди, кальция и аммиака, которые превышают рыбохозяйственные ПДК.

## Флора
В бассейне реки обнаружен рост 42 видов инвазионных растений, которые относятся к 38 родам и 16 семействам. Преобладающее количество видов относится к семьям Asteraceae (15 видов; 35,7 %) и Brassicaceae (7; 16,7 %). По хронотипу 52,4 % видов являются кенофитами, по степени натурализации преобладают эпекофиты (36; 85,7 %).
Чаще всего фиксировался рост: Artemisia absinthium L., Ballota nigra L., Carduus acanthoides L., Centaurea diffusa Lam., Elaeagnus angustifolia L. Меньшим количеством локалитетов представлены: Amaranthus retroflexus L., Conium maculatum L., Conyza canadensis (L.) Cronq., Cardaria draba (L.) Desv., Lepidium ruderale L., Papaver rhoeas L., Tripleurospermum inodorum (L.) Sch.Bip., Xanthium albinum (Widder) H.Scholz. Иногда обнаруживались: Padus serotina (Ehrh.) Ag, Solanum cornutum Lam.
27 видов инвазионных растений составляют ядро инвазивной флоры. Среди которых: Acer negundo L., Ailanthus altissima (Mill.) Swingle, Amaranthus albus L., Ambrosia artemisiifolia L., Amorpha fruticosa L., Anisantha tectorum (L.) Nevski, Artemisia annua L., Cannabis ruderalis Janisch.